# Faysal Sawadogo
Passamwende Faysal Sawadogo, né le 22 septembre 1996, est un taekwondoïste burkinabé.

## Biographie

### Enfance, études et débuts
Faysal Sawadogo est né le 22 septembre 1996 à Ouagadougou au Burkina Faso. Il a débuté le taekwondo à l'âge de 5-6 ans sous l'influence de son père. Son intention était de lui  inculquer les valeurs de maîtrise de soi, de discipline et la capacité à fixer un objectif et à s'y tenir. En grandissant, il a pu explorer les différentes facettes sportives et olympiques du taekwondo, notamment les compétitions de combat qui caractérisent ce sport. Il eut la chance de suivre, tout jeune, ce sport lors de différents Jeux olympiques, des championnats du monde et africains à la télévision.

### Carrière
Aux Jeux africains de 2019 à Rabat, Faysal Sawadogo remporte la médaille de bronze dans la catégorie des moins de 80 kg.
Il remporte encore la médaille de bronze dans la catégorie des moins de 80 kg aux Championnats d'Afrique de taekwondo 2021 à Dakar et se qualifie pour les Jeux olympiques de Tokyo 2020, alors qu'il étudie l'économie à l'université Grenoble Alpes. Il est éliminé au premier tour des Jeux de Tokyo par le Russe Maksim Khramtsov avant de s'incliner en repêchage contre le Croate Toni Kanaet.
Il est ensuite médaillé d'argent dans la catégorie des moins de 80 kg aux championnats d'Afrique 2022 à Kigali avant d'être sacré champion d'Afrique dans cette catégorie en 2023 à Abidjan.
Il est médaillé de bronze dans la catégorie des moins de 80 kg aux Jeux africains de 2023 à Accra.

## Distinctions
- 2016 : Champion du Burkina et meilleur combattant

- 2017 : Champion du Burkina et meilleur athlète AJSB
- 2018 : Champion de la Baden Württemberg (Allemagne)
- 2019 : Champion au tournoi international d’Hollande
- 2019 : Médaillé de bronze aux Jeux africains de Rabat
- 2019 : Champion de Baden Württemberg pour la 2e fois
- 2019 : Meilleur athlète diaspora burkinabè en Allemagne
- 2019 Champion Open international Croatie
- 2019 : vice-champion au tournoi international d’Allemagne
- 2019 : 1er à la cup Park pokal allemande
- 2019 : 3ème à la Président cup Agadir 2019
- 2019 : 1er à la Creti Cup International Reutlingen
- 2020 : 3e aux championnats d’Europe des Clubs
- 2021 : 7e JO Tokyo 2020 (Fracture au bras après le premier combat qui va affecter la suite et me limiter à la 7e place)
- 2021 : 3ème aux Championnats d’Afrique à Dakar
- 2022 : Champion à l’Open International d’Autriche
- 2022 : 3e au tournoi international d’Espagne
- 2022 : Vice-Champion d’Afrique au Rwanda
- 2022 : 3e au tournoi International du Luxembourg
- 2023 : 3e à la President Cup Égypte 2023
- 2023 : 2e au tournoi international de la Hollande
- 2023 : 2e au tournoi international de Belgique
- 2023 : 3e à l’open international d’Autriche (blessure à la main lors des demi-finales me bloquant pour les finales)[1]